# Banda (ètnia)
Els banda són un dels grups ètnics majoritaris de la República Centreafricana, amb més d'un milió d'habitants, tot i que també viuen als països veïns. Destaca l'absència de caps formals en temps de pau, ja que la jerarquia depèn de l'edat i de llaços familiars, que es transmeten per via patrilineal. La majoria de bandes viuen de l'agricultura. Les llengües banda, poc estudiades, pertanyen a les llengües nigerocongoleses i es poden agrupar en cinc idiomes o variants supradialectals. La majoria de parlants, però, són plurilingües.